# Jovada
La jovada és una unitat de mesura de superfície agrícola antiga, derivada de la iugerum romana, que equival a una extensió de 16 quarterades o 113 648 m² o 11,36 ha.
Fou una unitat de mesura molt emprada a Mallorca durant els anys posteriors a la conquesta per part del rei Jaume I el 1229, i és utilitzada habitualment al Llibre del Repartiment de Mallorca per indicar les extensions de terra de les alqueries i rafals de l'illa. Malgrat la quarterada és una unitat de mesura emprada actualment a Mallorca, la jovada entrà ja en desús el segle xiv.
A València una jovada (2,99 ha) equival a 36 fanecades. També fou usada a Catalunya, on s'ha assenyalat que el seu valor oscil·lava entre 2.500 m² i 3.000 m² (0,25 ha i 0,30 ha).